# Harold B. Hudson
Harold Byron Hudson (Cobham, 8 dicembre 1898 – Vancouver, febbraio 1982) è stato un aviatore canadese.
Il tenente Harold Byron Hudson, insignito della Military Cross, fu un Asso dell'aviazione canadese della prima guerra mondiale, accreditato ufficialmente con 13 vittorie sul fronte italiano. Come gregario di William George Barker, ha ottenuto cinque vittorie conseguendo un record rispetto ai palloni di osservazione abbattuti in un solo giorno.

## Biografia
Hudson era nato in Regno Unito, ma la sua famiglia si trasferì nella Columbia Britannica nel 1912. Entrò a far parte del Royal Flying Corps, ricevendo l'incarico di Probationary Temporary Second Lieutenant il 24 maggio 1917. È stato assegnato al No. 28 Squadron RAF in Italia. Lì Hudson volava spesso con il capitano William George Barker. In effetti, le prime vittorie di Hudson furono due palloncini di osservazione condivisi con Barker il 24 gennaio 1918. Hudson continuò abbattendo un Albatros D.V il 5 febbraio. Poi, una settimana dopo, Barker e Hudson hanno portato a termine l'impresa senza precedenti di distruggere cinque palloni frenati in una sola sortita. Entro il 26 maggio 1918, le vittorie di Hudson arrivarono a sette palloni e sei aeroplani; oltre alle vittorie sui palloni con Barker, Hudson aveva abbattuto quattro aeroplani e fatto caderne due fuori controllo.
Hudson è ricordato anche per aver partecipato con Barker e un altro pilota al «raid» di Natale contro l'aeroporto tedesco di Motta di Livenza che provocò poi la Battaglia di Istrana. Fu inviato brevemente, senza ulteriori vittorie, al No. 45 Squadron RAF.
Nel dopoguerra, Hudson è tornato in Canada per lavorare nelle fabbriche di pasta per carta che producono carta.